# Lékabi-Léwolo
Lékabi-Léwolo ist ein Departement in der Provinz Haut-Ogooué in Gabun und liegt im Osten des Landes. Das Departement hatte 2013 etwa 5000 Einwohner.

## Gliederung
- Ngouoni